# Walker River Indian Reservation
Walker River Indian Reservation é uma reserva indígena localizada no  estado do Nevada nos Estados Unidos. Fica localizada ao longo do rio Walker entre  Yerington e o Lago Walker.  A maior porção da reserva situa-se no condado de Mineral  (72.68%); contudo tem porções no condado de Lyon (14.37%)  Condado de Churchill (12.95%).
A reserva tem uma superfície de 1.372,616 km² e uma população de 853 pessoas segundo o censo de 2000.  Schurz é a única vila na reserva. O reservatório Weber Weber Reservoir, uma represa do rio Walker fica localizado a montante de Schurz e fornece água de irrigação às quintas da reserva. A maioria da reserva possui gado. 
A reserva pertence à  Walker River Paiute Tribe, a uma tribo reconhecida pelo governo federal norte-americano do [[povo paiute] . O seu nome paiute é Agai-Ticutta. A tradução inglesa significa "Trout Eaters" (Comedores de Truta").
Wovoka, criador da Dança dos Fantasmas, está sepultado em Schurz.

## Notes
- Censo de Walker River Reservation, Nevada pelo United States Census Bureau